# Sessea confertiflora
Sessea confertiflora är en potatisväxtart som beskrevs av Francey. Sessea confertiflora ingår i släktet Sessea och familjen potatisväxter. Inga underarter finns listade i Catalogue of Life.